# Jekawal
Jekawal is een bestuurslaag in het regentschap Sragen van de provincie Midden-Java, Indonesië. Jekawal telt 3112 inwoners (volkstelling 2010).